# Riverside (condado de Columbia)
Riverside es un área no incorporada ubicada en el condado de Columbia en el estado estadounidense de Oregón. Riverside se encuentra al noroeste de Mist.

## Geografía
Riverside se encuentra ubicado en las coordenadas 46°00′18″N 123°16′55″O / 46.00500, -123.28194.